# Aurélia Rubião
Aurélia Rubião  (Varginha, 2 de maio de 1901 — São Paulo, 4 de outubro de 1987), foi uma pintora brasileira.

## Biografia
Aurélia Rubião nasceu em Varginha, no Sul de Minas em 1901 . Filha do intelectual e agrimensor  Álvares Rubião, cresceu em um ambiente culto e liberal. Perdeu a mãe cedo e, como primogênita da família, rapidamente se tornou mentora dos dois irmãos mais novos. Muito amiga da poeta Henriqueta Lisboa e prima do escritor Murilo Rubião, compartilhou com os dois o ambiente efervescente do primeiro modernismo mineiro. Em 1925 se mudou para São Paulo com o objetivo de frequentar a Escola de Belas Artes. Lá, teve aulas com Oscar Pereira da Silva, Lopes de Leão e Enrico Vio, tendo se formado em 1933. Na capital paulista, travou conhecimento com Mário de Andrade, e com o Modernismo de 22 que então se concretizava como movimento. Sua pintura, entretanto, sempre seguiu modelos clássicos, e por isso, em mais de uma ocasião, recebeu críticas do mestre modernista. 
Em São Paulo, no Bairro de Santa Cecília, Aurélia Rubião manteve seu ateliê. Pessoa muito privada, sempre vestida de cores escuras, não gostava de vender quadros , e mantinha sua atuação dentro dos estreitos limites do mundo conhecido às mulheres de então. Sofreu com vitiligo durante grande parte da vida e a doença teve ter contribuído para sua timidez e reclusão.  
O auge da sua carreira se deu em 1951, quando obras suas foram incluídas na Bienal de Arte de São Paulo. Para além de seu trabalho artístico, a pintora deu aulas na Escola Técnica de São Paulo 
Com a idade, retornou para Varginha para viver junto a família. Ainda hoje, grande parte de suas obras se encontra entre os moradores locais. Em 1987, em visita a amigos de São Paulo, veio a falecer subitamente. 

## Obra
“Minha arte é a minha vida. Não me casei para me dedicar especialmente a pintura. Meus quadros são meus filhos. Não gosto de vender nenhum deles (...) Tenho na Arte uma necessidade humana, inerente ao meu ser. Gosto de todas as Artes, mas amo a pintura. Ela tem importância fundamental na minha vida. Vivi e vivo por ela”. 
Como foi dito, Aurélia Rubião sempre se pautou por modelos clássicos tanto em termos de gênero, quanto de técnica: sua especialidade é o retrato e seus procedimentos -- o Pontilhismo e a Pintura a óleo -- são inspirados pelos impressionistas franceses. Fez muitas pinturas de amigos e de membros da sua própria família. Sua grande modelo foi a irmã, Josefina Rubião, cujo principal quadro se encontra hoje no acervo do museu Mineiro.Foi com um retrato de Henriqueta Lisboa que ganhou o primeiro lugar no Terceiro Salão Municipal de Belas Artes de Belo Horizonte, em 1939. Antes disso, já havia participado do evento no ano anterior 

## Relações com o Grupo Santa Helena
Alguns especulam que Aurélia Rubião, em sua vida em São Paulo, tenha entrado em estreito contato com o Grupo Santa Helena. De fato, sua pintura tem temas afins ao dos artistas Mario Zanini, e Clóvis Graciano. Da mesma maneira que eles, e que o resto do grupo que então se reunião em um casarão da Sé, se interessava por cenas e figuras humanas, praticando um realismo, então era considerado fora de moda. Não é difícil imaginar que as relações com os artistas proletários de origem italiana tenham sido responsáveis por uma segunda veia que por vezes seu trabalho revela. Estamos falando das obras de tendência social, como “Retirantes” (1967) ou “Adolescentes” (1977). 

## Acervo Varginha
Com a idade e com a morte da irmã, Aurélia Rubião se decide a voltar para o interior e passar seus últimos anos em sua cidade natal. Ela mesma confessa a familiares e amigos que está triste e desanimada e que não tem mais intenção de continuar a pintar. Esse plano, felizmente, não chega a se realizar. Muito pelo contrário, sua última década de vida é um dos períodos mais férteis de sua produção. Livre das amarras da crítica paulista, e das responsabilidades da vida comum, uma vez que se aposentara de seus outros cargos, ela se dedica inteiramente a sua arte. Em Aurélia Rubião: vida e arte, o historiador José Roberto Sales inventaria nada menos que 187 obras junto a acervos privados na cidade do Sul de Minas, a maior parte dessas obras provém desse momento final de criatividade. O historiador cunha esse grupo de obras de “Acervo Varginha”. Nele, a pintora revisita temas já trabalhados, como os retratos e devocionais, mas também se aventura bastante em áreas até então pouco exploradas por sua pintura, é o caso dos quadros de tema social que mencionamos acima . 

## Legado
Embora tenha recebido duras críticas em seu tempo , o trabalho de Aurélia Rubião tem sido hoje cada vez mais valorizado. Obras suas podem ser encontradas em algumas das principais galerias do país, como na Pinacoteca do Estado de São Paulo  e no Museu Mineiro, em Belo Horizonte. Em Varginha, o Foyer do Teatro Capitólio leva seu nome. Em 1996, integrou a mostra comemorativa do centenário de Belo Horizonte, Emergência do Modernismo em Belo Horizonte, realizada no Museu Mineiro, em Belo Horizonte. Em 2004, integrou a mostra "Mulheres pintoras: a casa e o mundo" organizada por Ruth Sprung Tarasantchi .  Hoje, uma das grandes fontes de informação sobre a vida e o tempo de Aurélia Rubião são as cartas trocadas entre Mário de Andrade e Henriqueta Lisboa. No livro, ela é objeto de inúmeras trocas, e uma carta sua a poeta e amiga mineira é reproduzida na íntegra. Em 2017, como parte das comemorações dos trinta anos de sua morte, os herdeiros e familiares da pintora criaram um portal na internet  http://www.auréliarubião.com/, com o objetivo de inventariar e divulgar todo seu acervo.   

## Exposições[5]
1936. 09 de setembro. Belo Horizonte — MG. 12' Exposição de Belas Artes, promovida pela Sociedade Mineira de Belas Artes, no Salão Nobre do Theatro Municipal.
1937. 1° Salão de Belas Artes de Belo Horizonte. 1° Prêmio de Figura — Seção Pintura pela obra "Autorretrato".
1938. 2° Salão de Belas Artes de Belo Horizonte. Prêmio Extra de Figura Seção Pintura.
1938.) 09 de outubro. Participa do 1° Fim de Semana de artistas e intelectuais realizado na Fazenda Petrópolis, em Santa Luzia — MG, de propriedade de Jeanne Louise Milde.
1939. Belo Horizonte — MG. 3° Salão de Belas Artes da Prefeitura Municipal de Belo Horizonte. Prêmio: 1° Prêmio de Figura — Seção Pintura — Obra de conjunto. Retrato da poeta Henriqueta Lisboa.
1940. 15 de maio. Exposição individual no hall do Clube Belo Horizonte.  Na ocasião, a obra "Rezando" foi oferecida a Gustavo Capanema, Ministro da Educação à época .
1941. São Paulo — SP. 7° Salão Paulista de Belas Artes. Medalha de bronze.
1942. São Paulo — SP. 8° Salão Paulista de Belas Artes. Galeria Prestes Maia.
1943. São Paulo — SP. Prêmio Aquisição do óleo sobre tela "Flores", inscrição n°. 50 da Seção Pintura do 9° Salão Paulista de Belas Artes. Galeria Prestes Maia.
1944. São Paulo — SP. 10° Salão Paulista de Belas Artes. Galeria Prestes Maia.
1946. São Paulo — SP. 12° Salão Paulista de Belas Artes. Galeria Prestes Maia.
1947. Salão do Sindicato dos Artistas de São Paulo
1948. São Paulo — SP. Pequena Medalha de prata. 14° Salão Paulista de Belas Artes.
1949. São Paulo — SP. 15° Salão Paulista de Belas Artes. Galeria Prestes Maia. São Paulo
1950, São Paulo -- SP. 16° Salão Paulista de Belas Artes. Prêmio Prefeitura de São Paulo.
1951, Outubro a dezembro. São Paulo - SP. 1 Bienal Internacional de Arte de São Paulo. Pavilhão do Trianon. A obra inscrita foi o retrato de "Maria Olímpia Rubião", óleo sobre tela de 1949, 55 x 46 cm
1951. Salão Distrital da Lapa em São Paulo. 1° Prêmio.
1951. Salão do Sindicato dos Artistas de São Paulo. Menção Honrosa.
1952. São Paulo - SP. 2° Salão Paulista de Arte Moderna. Galeria Prestes Maia.
1953. 16 de janeiro. II Salão Paulista de Arte Moderna. Menção Honrosa. Seção Pintura, obra: "Natureza-Morta" (trabalho n°. 30).
1953. Salão da Cidade de Santos. Medalha de prata.
1954. São Paulo - SP. 19° Salão Paulista de Belas Artes. Galeria Prestes Maia.
1954. 08 de março. 2' Exposição Individual no Salão Nobre da Cultura Inglesa de Belo Horizonte.
1957. 26 de dezembro. São Paulo - SP. 22° Salão Paulista de Belas Artes. Prêmio Grande Medalha de Prata, seção pintura, obra: "Retrato" (trabalho n°. 27).
1959. 30 de novembro. 24° Salão Paulista de Belas Artes. Galeria Prestes Maia. Prêmio Prefeitura de São Paulo, seção pintura, obra: "Marília de Dirceu" (trabalho n°. 28).
1960. 05 de outubro. 25° Salão Paulista de Belas Artes. Os júris de seleção aceitam para exposição duas obras de Aurélia Rubião: n°. 222-A "Retrato de Maria Cristina" e 222-B "Retrato de Margarida Soliane".
1962. 27° Salão Paulista de Belas Artes. Os jurados de seleção aceitaram a tela "Menina" (169B) para participar da exposição coletiva do referido salão.
1963. 29 de novembro. São Paulo - SP. 28° Salão Paulista de Belas Artes. Prêmio "Aquisição", seção pintura, obra: "Dona Mística (trabalho n° 24).
1964. Os júris de seleção do 29° Salão de Paulista de Belas Artes aceitam a participação de Aurélia Rubião com o óleo sobre tela Intitulado "Frutas".
1965. Novembro. Membro do 30° Salão Paulista de Belas Artes, agraciada com a Medalha Cultural e Comemorativa do Jubileu de Pérola.
1967. Os Júris de Seleção do 32° Salão Paulista de Belas Artes aceitaram as telas "Ruth" (167A) e "Maria Alice" (167B) para participarem da exposição coletiva do referido salão
1970. 15 de fevereiro. Prefeitura Municipal de Santos. Secretaria de Turismo, Cultura e Esportes. 11° Salão Oficial de Belas Artes de Santos. Prêmio Pequena Medalha de Prata, seção pintura. Obra: Gláucia.
1971. Varginha - MG. 24 de abril. 20h0Omin. 1a Exposição coletiva com Stela Muoio de Paiva e outros, na Semana de Artes de Varginha, organizada pela Academia Varginhense de Letras, Artes e Ciências.
1972. 30 de novembro. São Paulo - SP. 37° Salão Paulista de Belas Artes. Pequena Medalha de Ouro, Seção Pintura, obra: "Prece" (trabalho n°. 26).
1973. 15 a 24 de agosto. Amostra coletiva na Galeria de Arte da Associação Cristã de Moços de São Paulo, localizada na Rua Nestor Pestana, n°. 147, centro.
1982. Varginha - MG. Exposição temática: Cristos de Aurélia Rubião. Comemoração do centenário de emancipação política de Varginha.
1994. 1° de fevereiro a 10 de abril. Exposição "Aurélia Rubião — Jeanne Milde — Renato de Lima", uma retrospectiva no Museu Mineiro, localizado na Avenida João Pinheiro, n°. 342, centro, Belo Horizonte.
1996, Coletiva. Mostra comemorativa do centenário de Belo Horizonte “Emergência do Modernismo em Belo Horizonte”, realizada no Museu Mineiro. 
2004, Coletiva. Agosto a outubro. São Paulo – SP. Exposição póstuma. Pinacoteca do Estado de São Paulo. “Mulheres Pintoras: a casa e o mundo". 

## Prêmios[5]
1° Salão de Belas Artes de Belo Horizonte, 1937 (1° Prêmio de Figura, "Autorretrato");
2° Salão de Belas Artes de Belo Horizonte, 1938 (Prêmio Extra);
3° Salão de Belas Artes da Prefeitura Municipal de Belo Horizonte, 1939 (1° Prêmio, Retrato da poeta Henriqueta Lisboa);
Exposição individual no hall do Clube Belo Horizonte, 1940 (homenagem de escritores e artistas mineiros, com aquisição da tela "Rezando" oferecida a Gustavo Capanema;
7° Salão, 1941 (Medalha de bronze);
9° Salão, 1943 (Prêmio aquisição, tela "Flores");
14° Salão, 1948 (Medalha de prata);
16° Salão, 1950 (Prêmio Prefeitura de São Paulo); Salão Distrital da Lapa em São Paulo, 1951 (1° Prêmio);
Salão do Sindicato dos Artistas de São Paulo, 1951 (Menção Honrosa);
2° Salão Paulista de Arte Moderna, 1953 (Menção Honrosa, "natureza-morta");
Salão da Cidade de Santos, 1953 (Medalha de prata);
22° Salão Paulista de Belas Artes, 1957 (Prêmio Grande Medalha de Prata, "Retrato");
24° Salão Paulista de Belas Artes, 1959 (Prêmio Prefeitura de São Paulo, "Marília de Dirceu");
28° Salão Paulista de Belas Artes, 1963 (Prêmio Aquisição, "Dona Mística");
Membro do 30° Salão Paulista de Belas Artes, 1965 (Medalha Cultural e Comemorativa do Jubileu de Pérola);
11° Salão Oficial de Belas Artes de Santos, 1970 (Prêmio Pequena Medalha de Prata,"Gláucia");
37° Salão Paulista de Belas Artes, 1972 (Pequena Medalha de Ouro, "Prece")